# 올라프 힌 흐비티
올라프 힌 흐비티(아일랜드어: Óláfr hinn Hvíti→하얀 올라프)는 9세기 후반의 바이킹 세코눙그다.
820년경 아일랜드에서 노르드게일인 잉걀드 헬가손의 아들로 태어났다. 일부 문헌들에서는 올라프를 라그나르 로드브로크의 후손이라고 한다. 예컨대 에위리 사람들의 사가에서는 올라프의 친할머니 토라가 라그나르의 아들 시구르드 오름 이 아우가의 딸이라고 한다. 하지만 이런 주장들은 사실이 아닌 것으로 보인다. 올라프는 9세기 하반 사람이고 라그나르도 실존 인물이라면 860년대까지 살았을 텐데, 올라프가 라그나르의 증손자라기에는 시기 차이가 너무 크다.
853년 더블린 국왕을 칭했다. 아일랜드 쪽 문헌에 따르면 올라프는 라그나르의 아들 중 하나인 이바르 힌 베이늘라우시와 공동왕이었다고 한다. 노르드 쪽 문헌(식민의 서 등)에 따르면 올라프는 케틸 플라트네프의 딸 아우드 듀푸드가와 결혼했다.
올라프와 아우드는 토르스테인 라우디라는 아들을 낳았다. 토르스테인은 870년경 스코틀랜드를 정복하려 시도했다. 식민의 서에 따르면 올라프와 토르스테인 부자는 모두 브리튼 제도에서 피살되었다.
노르드 문헌에서 나타나는 올라프 힌 흐비티는 아일랜드 문헌에서 나타나는 올라프 코눙그와 동일인일 수도 있다. 올라프 코눙그는 871년 또는 872년에 알바 국왕 카우산틴 막 키나다에게 죽었다고 한다. 하지만 그윈 존스나 피터 헌터 블레어 등은 이 동일시를 부정한다.